# Aesculus wangii
Espèce
Synonymes
- Aesculus wangii var. wangii[2]

Statut de conservation UICN

 VU A1a, B1+2a, C1+2a : Vulnérable
Aesculus wangii est une espèce de plantes du genre Aesculus de la famille des Sapindaceae.

## Liste des variétés
Selon The Plant List (24 juin 2018) :
- variété Aesculus wangii var. rupicola (Hu & W.P.Fang) W.P.Fang